# Sankt Marein bei Knittelfeld
Sankt Marein bei Knittelfeld è una località abitata di 1 245 abitanti del comune austriaco di Sankt Marein-Feistritz, nel distretto di Murtal, in Stiria. Già comune autonomo, il 1º gennaio 2015 è stato fuso con l'altro comune soppresso di Feistritz bei Knittelfeld per costituire il nuovo comune di Sankt Marein-Feistritz, del quale Sankt Marein bei Knittelfeld è il capoluogo.